# Peter Warren
Peter Warren (* 21. November 1935 in Hempstead, New York) ist ein amerikanischer Bassist und Cellist des Modern Jazz und der neuen Improvisationsmusik.

## Leben und Wirken
Warren stammt aus einer Musikerfamilie, debütierte mit 17 Jahren in der Carnegie Hall und studierte am Adelphi College und an der Juilliard School. Er arbeitete zunächst als Cellist im Bereich der klassischen Musik, etwa als Mitglied des Atlanta Symphony Orchestra. Er wechselte dann das Genre und spielte, zunächst in den Shows von Las Vegas, Kontrabass. 1966 ging er mit dem Orchester von Tommy Dorsey auf Tournee, um anschließend bis 1969 bei Dionne Warwick zu arbeiten. Daneben studierte er bei Chuck Israels, spielte bei Herbie Mann und bildete mit David Izenzon und acht weiteren Bassisten die New York Bass Revolution.
1970 siedelte er nach Europa über. Dort spielte er sein Debütalbum Bass Is (gemeinsam mit drei weiteren Kontrabassisten) ein. Weiterhin arbeitete er mit Jean-Luc Ponty, mit Joachim Kühn, mit Terumasa Hino, mit John Tchicai und mit der Schweizer Gruppe „Wiebelfetzer“, mit Tomasz Stańko und Edward Vesala, mit Albert Mangelsdorff und Masahiko Satō sowie mit Rolf Kühn, mit denen er auch Platten für europäische Labels aufnahm. Er trat auch mit Carla Bley, Michel Portal und Anthony Braxton auf. Nach seiner Rückkehr nach New York City 1974 gehörte er der Band Jack DeJohnettes an, mit dem er Alben wie „Special Edition“ (1979) oder „Tin Can Alley“ (1980) aufnahm und bis 1983 international auf Tournee ging und Festivals bespielte.
1981 nahm er sein dem Andenken an Stu Martin gewidmetes Album „Solidarity“ auf, das hochkarätig besetzt ist. 1982 gründete er mit John Scofield und Mike Stern eine eigene Fusion-Band. Später wandte er sich der Improvisationsmusik zu und arbeitete in der Region Boston mit einer Vielzahl von Musikern, darunter auch mit Ken Vandermark. 1994 gründete er zwei Improvisationsensembles, die Cheap Suit Serenaders und Elastic Consort. Mit Matt Samolis, dem Flötisten von Elastic Consort, beschäftigte er sich eingehend mit dem Stahlcello, einer Klangskulptur aus gestimmten Stahldrähten und Becken. In den letzten Jahren hat sich sein Interesse hauptsächlich auf das gestrichene Spiel von Becken gerichtet. Derzeit (2008) tritt er mit dem Metal and Glass Ensemble und dem Glenn Dickson Acoustic Ambient Ensemble auf.
Warren war als Dozent an verschiedenen europäischen und amerikanischen Hochschulen sowie als Autor der Fachzeitschrift „Bass Player“ aktiv.

## Diskographische Hinweise
- Bass Is (1970, Enja mit Dave Holland, Jaime Faunt, Glen Moore, Chick Corea, John Surman, Barry Altschul, Steve Hauss, Stu Martin)
- Solidarity (1981, Japo, mit John Purcell, John Scofield, Jack DeJohnette, Ray Anderson)
- Bowed Metal Music (2001, mit Matt Samolis)

als Sideman
- Albert Mangelsdorff Spontaneous (1971, Enja)
- Tomasz Stańko TWET – Polish Jazz vol. 39 (1976)

## Lexigraphische Einträge
- Martin Kunzler: Jazz-Lexikon. Band 2: M–Z (= rororo-Sachbuch. Bd. 16513). 2. Auflage. Rowohlt, Reinbek bei Hamburg 2004, ISBN 3-499-16513-9.